# Fürstentum Lambesc
Das Fürstentum Lambesc war ein Lehen, das zugunsten der Familie Guise aus der provenzalischen Baronie Lambesc hervorging.
Die Baronie gehörte der Familie Pontevès, die es 1453 an Ferry II. de Vaudémont verkaufte. Dieser überträgt sie an seinen Sohn René II., Herzog von Lothringen, der sie seinem jüngeren Sohn Claude, dem ersten Herzog von Guise, vermacht. Als Marie de Lorraine, die letzte Herzogin von Guise, 1688 starb, ging die Baronie Lambesc an einen ihrer Cousins, Louis de Lorraine, Graf von Armagnac, über und wurde 1692 zum Fürstentum erhoben.

## Barone von Lambesc ab 1453
- Ferry II. (1417–1470), Graf von Vaudémont
- René II. (1451–1508), dessen Sohn, Herzog vom Lothringen
- Claude (1496–1550), 1. Herzog von Guise, 1. Herzog von Aumale; ⚭ Antoinette de Bourbon
- François (1519–1563), 2. Herzog von Guise, 2. Herzog von Aumale und Fürst von Joinville, genannt Le Balafré; ermordet; ⚭ Anna d’Este
- Henri I. (1550–1588), 3. Herzog von Guise; ermordet ⚭ Catherine de Clèves
- Charles (1571–1640), 4. Herzog von Guise, ⚭ Henriette Catherine de Joyeuse
- Henri II. (1614–1664), Erzbischof von Reims, 5. Herzog von Guise, ⚭ Honorine de Glymes († 1679)
- Louis Joseph (1650–1671), dessen Neffe, Sohn von Louis de Lorraine, Herzog von Joyeuse, und Marie Françoise de Valois, Herzogin von Angoulême; ⚭ Elisabeth d’Orléans, Tochter von Jean-Baptiste Gaston de Bourbon, Herzog von Orléans
- François Joseph (1670–1675), dessen Sohn
- Marie (1615–1688), Tochter von Charles
- Louis de Lorraine (1641–1718), Graf von Armagnac

## Fürsten von Lambesc ab 1692
- Louis de Lorraine (1641–1718), Graf von Armagnac
- Louis de Lorraine (1692–1743), dessen Enkel
- Louis Charles de Lorraine (1725–1761), dessen Sohn
- Charles-Eugène de Lorraine (1751–1825), dessen Sohn